# Stanisław Firlej (wiolonczelista)
Stanisław Firlej (ur. 7 października 1944 w Zagórowie) – polski wiolonczelista, profesor zwyczajny.

## Życiorys
Ukończył naukę w muzycznej szkole podstawową oraz w 1963 w Państwowym Liceum Muzycznym w Poznaniu, w klasie Zdzisławy Wojciechowskiej. Następnie studiował w Konserwatorium w Poznaniu (1963–1966) pod kierunkiem Borysa Burłakowa, zaś w latach 1966–1969 w Konserwatorium im. Piotra Czajkowskiego w Moskwie pod kierunkiem Galiny Kozołupowej i Natalii Gutman. Ukończył także Accademia Musicale Chigiana w Sienie pod kierunkiem André Navarry. Od 1969 wykładał w Państwowej Wyższej Szkole Muzycznej w Poznaniu, a od 1973 w Państwowej Wyższej Szkole Muzycznej w Łodzi.
W latach 1976–1984 był koncertmistrzem i solistą Orkiestry Kameralnej Filharmonii Narodowej, z którą koncertował m.in. w Japonii, Australii, Nowej Zelandii, Ameryce Północnej i Południowej, wykonując koncerty Josepha Haydna i Luigiego Boccheriniego.
W 1976 został powołany na stanowisko docenta, a w 1989 otrzymał tytuł profesora. Od 1990 jest dyrektorem artystycznym orkiestry kameralnej przy Domu Kultury w Łodzi. Jest członkiem Łódzkiego Towarzystwa Naukowego (od 2000).
Prowadzi klasy wiolonczeli w Akademii Muzycznej w Łodzi i we Wrocławiu. Do jego wychowanków należą muzycy, tacy jak m.in. Agata Jarecka, Marek Szpakiewicz, Dominik Połoński, Robert Fender, Tomasz Daroch, Krzysztof Karpeta, Agnieszka Kołodziej.

## Twórczość
Wraz z Anną Wesołowską-Firlej jako duet koncertował w Hiszpanii, Francji, Niemczech, Holandii, a także na wielu festiwalach muzycznych w kraju i za granicą, m.in. na Festiwalu im. George Sand w Nohant. Nagrywał także muzykę kameralną, współpracując z takimi artystami, jak: Janusz Olejniczak, Wadim Brodski, Bogumił Nowicki i Bartosz Bryła. Jest założycielem (w 1990) Orkiestry Kameralnej „Polish Camerata”, z którą odbył liczne tournées koncertowe m.in. do Hiszpanii, Francji i Holandii.

## Życie prywatne
Jest mężem pianistki, Anny Wesołowskiej-Firlej.

## Nagrania muzyczne
- Antologia miniatury wiolonczelowej (wraz z A. Wesołowską-Firlej) (1987)
- F. Chopin, Utwory kameralne (wraz z A. Wesołowską-Firlej) (1987)
- F. Schubert, Tria fortepianowe (wraz z A. Kosteckim i A. Wesołowską-Firlej, jako Rubinstein Trio)
- F. Chopin, Sonata g-moll op. 65, Polonez C-dur op. 3, Trio g-moll op. 8 (wraz z B. Górzyńską i A. Wesołowską-Firlej)
- F. Schubert, Sonata Arpeggione (wraz z P. Badurą-Skodą)

## Wyróżnienia
- Doktor honoris causa Akademii Muzycznej w Łodzi,
- Złoty Krzyż Zasługi,
- Srebrny Medal „Zasłużony Kulturze Gloria Artis”,
- V nagroda na Międzynarodowym Konkursie „Gaudeamus” w Rotterdamie w kategorii duetów, z pianistką Anną Wesołowską-Firlej[2].
- Nominowany (wraz z Anną Wesołowską) do Fryderyka w kategorii album roku muzyka kameralna (1996) za album Chopin – utwory wiolonczelowe[4].